# Huerva
El riu Huerva (en aragonès río la Uerba) és un riu aragonès afluent de l'Ebre pel marge dret. Neix a la serra de Cucalón (Sistema Ibèric), al municipi de Fonfría a uns 1280 metres d'altitud. Passa per les viles de Vistabella de Huerva, Tosos, Villanueva de Huerva, Muel, Cuarte de Huerva, Cadrete, María de Huerva i finalment desemboca a l'Ebre dins de Saragossa.